# Livsstilssygdom
Livsstilssygdomme er en samlet betegnelse for sygdomme eller lidelser et menneske kan få som resultat af egen livsstil. Livsstilssygdomme bliver ofte omtalt som vor tids store sundhedsudfording. Både det norske folkehelseinstitut og WHO bruger begrebet epidemi for at beskrive uroen over udviklingen.
Livsstil er en betegnelse for måden et menneske ud fra egne valg forholder sig til eget liv, gennem kost, fysisk aktivitet/inaktivitet og forhold til nikotin, alkohol og narkotiske rusmidler. Livsstilen er også afhængig af selvvalgt døgnrytme, søvnmængde og stressniveau. I den forbindelse bliver livsstil knyttet mod livskvalitet, som kan blive forringet dersom et individ ikke har et såkaldt balanceret forhold til disse variable. Sygdomme som kan være arvelige, og dermed genetisk betinget, bliver sjældent kategoriseret som livsstilssygdomme.
Fænomenet illustreres også af at kvinder i Japan og Kina i stadig højere grad rammes af brystkræft. Frem mod 2021 advarer forskere mod at omfanget kan blive epidemisk som følge af at elementer fra såkaldt ”vestlig livsstil” får stadig større udbredelse. Samme trend ses i en række andre land, også i Afrika og Sydamerika. Den markante ændring er efter forskernes mening i stor grad en konsekvens af ”vestlig livsstil”. Det indebærer blandt andet ændringer for graviditet, fødsler og amning, ændringer i kost- og spisevaner og ændringer i brug af østrogenholdige lægemidler.